# Globocreagris theveneti
Globocreagris theveneti es una especie de arácnido del orden Pseudoscorpionida de la familia Neobisiidae.

## Distribución geográfica
Se encuentra en Alaska y Arizona en (Estados Unidos).